# 小村裕次郎
小村 裕次郎（こむら ゆうじろう、1973年4月28日 - ）は、埼玉県出身の男優。本名同じ。現在の所属事務所はダックスープ所属。

## 人物
- 1994年、ブルースカイ、池谷のぶえらとともに東洋大学演劇研究会のメンバーを中心に劇団・演劇弁当猫ニャーを旗揚げ。
- 身長185cm。B:93、W:80、H:93cm。体重74kg。血液型A型。
- 特技は剣道（3段）、殺陣、水泳。

## 出演

### 映画
- 1980 (映画)（2003年12月6日公開、ケラリーノ・サンドロヴィッチ監督）
- 機関車先生（2004年公開、廣木隆一監督）
- 着信アリ2（2005年2月5日公開、塚本連平監督）
- グミ・チョコレート・パイン（2007年12月22日公開、ケラリーノ・サンドロヴィッチ監督）
- わたし出すわ（2009年10月31日公開、森田芳光監督）
- アウトレイジ（2010年6月12日公開、北野武監督）
- お墓に泊まろう!（2010年8月1日公開、伊藤隆行監督）
- 裁判長!ここは懲役4年でどうすか（2010年11月6日公開、豊島圭介監督）
- SP 革命編（2011年3月12日公開、波多野貴文監督）
- はやぶさ/HAYABUSA（2011年10月1日公開、堤幸彦監督）
- 黄金を抱いて翔べ（2012年11月3日公開、井筒和幸監督）
- 青天の霹靂（2014年5月24日公開、劇団ひとり監督）

### テレビドラマ
- 特命係長 只野仁02（テレビ朝日）
- トリビアの泉 復活SP 踊る大へぇへぇ祭り!!（スピンオフ作品「警護官 内田晋三」）（フジテレビ）
- MR.BRAIN（TBS）
- 祝女（NHK）
- WALKING EYES アルクメデス・NHKサスペンス劇場（2010年7月-9月、NHK）
- パンドラIII・革命前夜（2011年11月、WOWOW）
- 妖怪人間ベム 第5話（2011年11月、日本テレビ）
- Answer〜警視庁検証捜査官 第1話（2012年4月、テレビ朝日）- 赤城 役
- 走馬灯株式会社 第6話（2012年8月、TBS） - 土井和孝 役
- TOKYOエアポート〜東京空港管制保安部〜 第9話（2012年12月、フジテレビ） - 横山誠 役
- 安堂ロイド〜A.I. knows LOVE?〜 最終話（2013年12月、TBS） - 猪瀬 役
- BORDER 警視庁捜査一課殺人犯捜査第4係 第8話（2014年5月、テレビ朝日） - 植田和彦 役
- 民王 第3話・第4話（2015年、テレビ朝日） - 研究員 役
- 増山超能力師事務所 第4話（2017年1月、読売テレビ） - キャバクラ店長 役
- 相棒season16 第1話（2017年10月、テレビ朝日） - 杉本敏哉（平井事件の担当検事） 役
- いだてん〜東京オリムピック噺〜（2019年7月、NHK） - 清水照男 役
- びしょ濡れ探偵 水野羽衣 第8話（2019年8月22日、テレビ東京） ‐ 北山 役

### 舞台
- 坩堝（2006年）
- 第17捕虜収容所（2008年）
- この世界から消える魔球（2009年）
- 太陽は僕の敵（2012年）
- 高木珠里の演劇100人組手（2012年）
- 音楽家のベートーベン（2013年）

### テレビCM
- Canon「PIXUS」（研修篇）（結婚式編）
- 「リカルデント」（SP篇）